# Курдиани, Григорий Захарович
Григорий Захарович Курдиани (груз. გრიგოლ (გიგო) ზაქარიას ძე ქურდიანი, 5 марта 1873 года, Сагареджо — 14 июня 1957 года, Тбилиси) — грузинский и советский архитектор и инженер.

## Биография
Среднее образование получил в Тифлисском реальном училище. В 1898 году окончил Харьковский политехнический институт. Много лет отработал на строительстве медеплавильных печей в Алаверди. Был главным инженером-архитектором Тифлиса, руководил реконструкцией и созданием систем водоснабжения в Тифлиса и Кутаиси.
26 мая 1918 года подписал Декларацию независимости Грузии.
Брат — Соломон Захарович, учёный-дендролог, профессор Лесотехнического института в Тбилиси, репрессирован